# Kanton La Vallée des Gaves
La Vallée des Gaves is een kanton van het Franse departement Hautes-Pyrénées. Het kanton maakt deel uit van het arrondissement Argelès-Gazost .
In 2019 telde het 15.501 inwoners.
Het kanton werd gevormd ingevolge het decreet van 25 februari 2014 met uitwerking op 22 maart 2015, met Argelès-Gazost als hoofdplaats.

## Gemeenten
Het kanton omvat volgende gemeenten: 
- Adast
- Agos-Vidalos
- Arbéost
- Arcizans-Avant
- Arcizans-Dessus
- Argelès-Gazost
- Arras-en-Lavedan
- Arrens-Marsous
- Artalens-Souin
- Aucun
- Ayros-Arbouix
- Ayzac-Ost
- Barèges
- Beaucens
- Betpouey
- Boô-Silhen
- Bun
- Cauterets
- Chèze
- Esquièze-Sère
- Estaing
- Esterre
- Ferrières
- Gaillagos
- Gavarnie-Gèdre
- Gez
- Grust
- Lau-Balagnas
- Luz-Saint-Sauveur
- Ouzous
- Pierrefitte-Nestalas
- Préchac
- Saint-Pastous
- Saint-Savin
- Saligos
- Salles
- Sassis
- Sazos
- Sère-en-Lavedan
- Sers
- Sireix
- Soulom
- Uz
- Viella
- Vier-Bordes
- Viey
- Villelongue
- Viscos